# Zona de cizalla

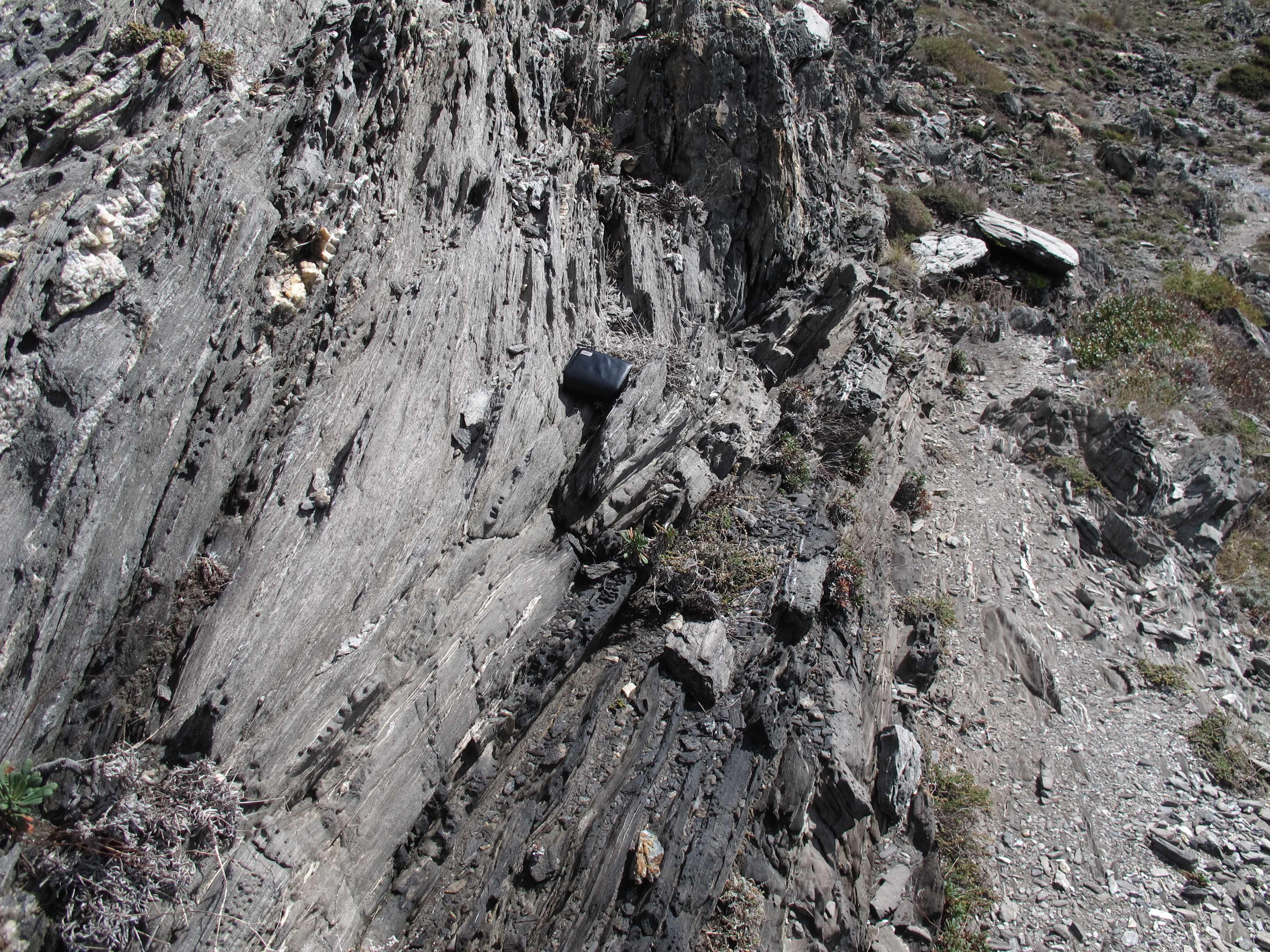
Margen de una zona de cizalla dextral de aproximadamente 20 m de espesor. Se observa una transición de esquisto a milonita del exterior al interior de zona. Cap de Creus, Cataluña.

Una zona de cizalla o zona de cizallamiento es un volumen tabular donde se concentra la deformación dúctil en la corteza terrestre y el manto superior. Es común que se formen en la zona de transición frágil-dúctil de la corteza terrestre donde el fallamiento frágil es antecedido o reemplezado completamente como mecanismo de acomodación por el cizallamiento. Las zonas de cizalla son el equivalente a profundidades mayores de 10 a 15 km de las fallas frágiles. Las zona de cizalla se generan como planos entre dos bloques con movimiento relativo entre ambos y tensión cortante, sin embargo, en realidad la mayor parte de las zonas de cizalla son bastantes más complejas que este modelo simplista.
La dinámica misma de deformación dúctil en las zonas de cizalla hace que estas presenten usualmente foliación. Esta foliación es en gran medida paralela a la zona de cizalla, pero puede tener desvíos sistématicos o significativos.
Un ambiente geológico donde se pueden encontrar zonas de cizalla expuestas por exhumación son los terrenos de metamorfismo de alto grado.